# Lourenço de Almeida
Lourenço de Almeida (* um 1480 in Martim; † März 1508 bei Chaul) war ein portugiesischer Seefahrer und Entdecker.

## Person
Lourenço de Almeida war der einzige Sohn des Entdeckers Francisco de Almeida (1450–1510), er verstarb noch vor seinem Vater. Der Vater stammte aus dem Geschlecht der Abrantes und zeichnete sich im Krieg gegen Granada aus. Manuel I. ernannte ihn 1505 zum ersten Vizekönig von portugiesisch-Indien. Seine Entdeckungsreisen startete der Sohn Lourenço de Almeida von Cochin aus, das er am 1. November 1505 als Teil der Flotte unter dem Generalkapitän Francisco de Almeida erreichte.

## Entdeckungsreisen
Erste Entdeckungsreise

Der von den atlantischen Wirbeln beeinflusste Seeweg nach Indien

25. März 1505 (Cochin) – 23. Mai 1506 (Cochin): König Manuel I. beauftragte mit Patentbrief vom 27. Februar 1505 Francisco de Almeida, mit 22 Schiffen und rund 2400 Mann Besatzung (darunter 900 Soldaten), die Gegend um portugiesisch-Indien zu erkunden und dort unter Francisco de Almeida ein Vizekönigreich zu errichten. In der Flotte befanden sich auch der später erfolgreiche Weltumsegler Fernão de Magalhães und der etwa fünf Jahre jüngere Lourenço de Almeida. Vater Francisco de Almeida instruierte seinen Sohn, während der Reise auf moslemische Schiffe zu achten. Am 22. Juli 1505 erreichten die ersten acht Schiffe mit Lourenço de Almeida den Hafen Quiloa in Tansania, die übrigen 14 Schiffe mit Francisco de Almeida landeten am 13. August 1505 in Mombasa (Kenia). Beide Teile der Armada vermeldeten einen feindseligen Empfang mit kriegerischen Auseinandersetzungen.
Am 12. September 1505 erreichte die – wieder zusammengeführte – Armada die Insel Angediva, am 19. Oktober 1505 bombardierte Lourenço de Almeida Quilon (portugiesisch Conlão), am 22. Oktober 1505 gelangte ein Teil der Flotte nach Kannur, wo Lourenço de Almeida das hölzerne Fort São Angelo errichten ließ. Dazu gab der örtliche Raja Kolathiri seine Genehmigung; 150 Soldaten wurden zur Verteidigung des Forts zurückgelassen. Der Rest der Armada stach wieder in See Richtung Cochin, das am 1. November 1505 in Sicht kam. Hier wurde das Vizekönigreich unter dem ersten Vizekönig Francisco de Almeida ausgerufen, worüber er dem König in einem Brief vom 16. Dezember 1505 berichtete. Die ersten, mit Kostbarkeiten beladenen sechs Schiffe konnten bereits am 26. November 1505 Richtung Portugal zurückreisen, wo sie am 23. Mai 1506 ankamen.
Am 15. November 1505 erkundete Lourenço de Almeida das heutige Sri Lanka (Ceylon; portugiesisch Ceilão) mit Colombo und der Südwestküste um Kalutara, nahm es für Portugal in Besitz und kehrte am 26. Januar 1506 nach Cochin zurück.
Zweite Entdeckungsreise
März 1506 (Cochin) – März 1508 (Cochin): Am 16. März 1506 stand Lourenço de Almeida mit seinen elf Schiffen (einschließlich seines Führungsschiffes „São Miguel“) und sechs Karavellen einer Flotte aus 84 Schiffen und 120 Prahen des Zamorins von Calicut vor Cannanore gegenüber. Bis zum 18. März 1506 konnte er fast die gesamte Flotte des Zamorins zerstören. Die Portugiesen gewannen, wobei auch Magalhães verletzt wurde.
Nach der Weiterfahrt verfehlte Almeida zunächst sein Reiseziel Malediven wegen eines Monsunsturms und landete am 8. August 1506 wieder auf Ceylon. Hier hinterließ er am 27. Dezember 1506 ein Padrão an der Küste in Höhe von Galle, fuhr weiter nach Süden und betrat als erster Portugiese Ceylon, das im Laufe des 16. Jahrhunderts von den Portugiesen erobert werden sollte. Danach entdeckte er noch nach April 1507 die Malediven. Im Dezember 1507 sandte Lourenço zwei mit Gewürzen beladene Schiffe nach Portugal.

## Tod
Im März 1508 geriet Lourenço während seiner zweiten Reise in eine Seeschlacht mit Ägyptern (unter Admiral Amir Husein Al-Kurdi) und Indern (unter Malik Ay[y]az) im Hafen von Chaul, die zu einem Artilleriegefecht eskalierte. Der bereits durch einen Pfeil verwundete Lourenço de Almeida wurde zusätzlich noch von zwei Kanonenkugeln getroffen und starb dort im März 1508. Sein mit Tiefgang fahrendes Schiff schlug durch im Meeresboden befestigte Fischfangeinrichtungen Leck und sank. Insgesamt wurden 140 Portugiesen getötet und 124 verwundet. Sein Vater rächte sich mit einer Flotte von 15 Karacken und Karavellen unter dem Flaggschiff „Flor de Mar“ (deutsch „Meeresblume“), mit der er am 29. Dezember 1508 den Seehafen von Dabul (heute Dabhol; im Distrikt Ratnagiri) attackierte und die Bewohner tötete. Es begann eine Schlacht gegen das Sultanat Bijapur unter Adil Shahi mit einer Armee von 6000 Mann gegen weniger als 2000 Mann auf portugiesischer Seite. Nach dem Sieg und der Eroberung der Stadt am 5. Januar 1509 zog Francisco weiter. Am 3. Februar 1509 vernichtete er in der Seeschlacht von Diu den gesamten Hafen von Diu.